# 羅賓遜特雷爾克羅辛 (亞利桑那州)
羅賓遜特雷爾克羅辛（英語：Robinson Trail Crossing）是位於美國亞利桑那州納瓦霍縣的一個非建制地區。該地的面積和人口皆未知。

## 地理
羅賓遜特雷爾克羅辛的座標為34°21′34″N 110°05′26″W / 34.35944°N 110.09056°W，而該地的平均海拔高度為1781米（即5843英尺）。